# Xerochlora inveterascaria
Xerochlora inveterascaria là một loài bướm đêm trong họ Geometridae.